# Trânsito astronômico

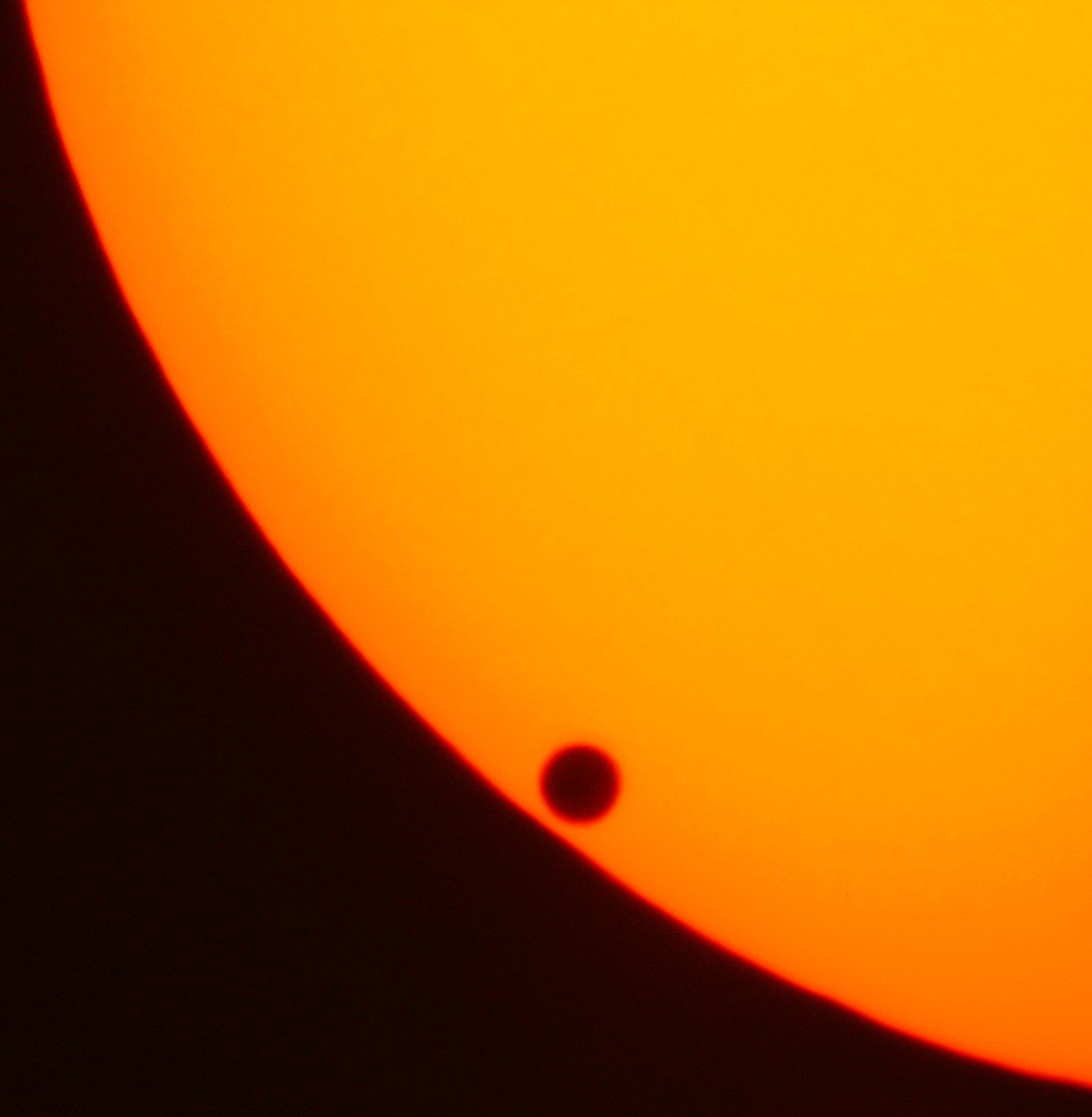
Trânsito de Vênus diante do Sol, visto da Terra (8 de junho de 2004).

O trânsito astronômico é um fenômeno durante o qual um astro passa adiante de outro maior, bloqueando em certa medida sua visão. O tipo de trânsito mais conhecido, por ser espetacular visto da Terra, é o eclipse solar, no que é a Lua que cobre a vista do Sol.
Os chamados trânsitos planetários são aqueles que sucedem entre um planeta do Sistema Solar e o Sol. Desde a Terra são visíveis aqueles planetas que nos procedem (planetas interiores), são eles: Mercúrio e Vênus. Estes trânsitos são de extrema importância já que tem ajudado a calcular as dimensões do Sistema Solar, entre elas a Unidade Astronômica. O primeiro astrônomo que se deu conta das possibilidades destas observações foi Edmund Halley (1656-1742).

Simulação de Io (com sombra) transitando em Júpiter, como visto da Terra.

Também os satélites efetuam trânsitos sobre o anel do planeta. São muito conhecidos dos satélites de Júpiter sobre o anel do planeta, ou de suas sombras. Além das luas de Galileu, apenas a sombra de Titã é suficientemente grande para ser observada sobre a superfície de Saturno pela maioria dos telescópios.
Em agosto de 2006, um grupo de cientistas dos Estados Unidos da América, com a câmera avançada ACS do telescópio espacial Hubble, conseguiram realizar uma imagem composta em três longitudes de onda infravermelha próximo de um trânsito do satélite de Urano, Ariel, que passa junto com sua sombra pelo anel de Urano, por cima das altas nuvens verde-azuladas de Urano. Este trânsito de uma lua atravessando a esfera de Urano, e sua sombra acompanhando-la, jamais foi vista antes e acontece a cada 48 anos.

## Busca de planetas extra-solares

Esquema de uma estrela binária eclipsante, mostrando a curva da luz observada que produz do componente menor.

O método do trânsito é o mais empregado atualmente na busca de planetas extra-solares. As missões Corot (2006) da ESA, e Kepler (2009) da NASA, foram postas em órbita satélites com sensores fotométricos do tipo CCD extremamente sensíveis. Com isso, se espera averiguar o número de planetas existentes na galáxia, assim como também encontrar planetas do tamanho e órbita idênticas a da Terra para o final de 2012.